# Sukil, Bolehiv
Sukil (în ucraineană Сукіль) este un sat în comuna Kozakivka din regiunea Ivano-Frankivsk, Ucraina.

## Demografie
Componența lingvistică a localității Sukil
     Ucraineană (99,81%)
     Alte limbi (0,19%)
Conform recensământului din 2001, majoritatea populației localității Sukil era vorbitoare de ucraineană (99,81%), existând în minoritate și vorbitori de alte limbi.